# Kylie (Wurfwaffe)
Ein Kylie ist ein Wurfholz und gehört zu den Bumerangs. Er wird auch als Jagdbumerang oder nicht-zurückkehrender Bumerang bezeichnet und diente den Aborigines, den Ureinwohnern Australiens, zur Jagd, aber auch zum Graben und als Hacke, als Trommelinstrument und als Spielzeug. Archäologische Funde belegen den Gebrauch solcher Wurfwaffen auch in Gebieten Amerikas, Afrikas, Europas und Asiens. Bei den Indianern Nordamerikas ist beispielsweise der Rabbit Stick bekannt.